# Kim Greist
Kimberley Bret «Kim» Greist (Stamford, Connecticut, 12 de mayo de 1958) es una actriz de teatro, cine y televisión estadounidense.

## Primeros años
Greist nació en Stamford, Connecticut, hija de Norma y Edwards Harold Greist. Estudió actuación y pasó varios años en Europa como modelo. A los 20 años regresó a Estados Unidos iniciando su carrera como actriz en la obra de teatro Second Prize: Two Months in Leningrad.

## Carrera
Su primera aparición en cine ocurrió en la película de horror C.H.U.D. (1984), seguida por una aparición en 1985 en la serie Miami Vice, en el episodio "Nobody Lives Forever". Greist también apareció en otras películas en la década de 1980, incluyendo Brazil (1985), Manhunter (1986), Throw Momma from the Train (1987) y Punchline (1988). Greist siguió apareciendo en producciones de cine y televisión en los años 1990, con roles en Homeward Bound: The Incredible Journey (1993) y Roswell (1994). Tras aparecer en un episodio de Judging Amy en 2001, la actriz decidió dejar la actuación.

## Filmografía

### Cine
| Año  | Título                                                   | Rol                   | Notas        |
| ---- | -------------------------------------------------------- | --------------------- | ------------ |
| 1984 | C.H.U.D.                                                 | Lauren Daniels        |              |
| 1985 | Brazil                                                   | Jill Layton           |              |
| 1986 | Manhunter                                                | Molly Graham          |              |
| 1987 | Throw Momma from the Train                               | Beth                  |              |
| 1988 | Punchline                                                | Madeline Urie         |              |
| 1990 | Why Me?                                                  | June Daley            |              |
| 1993 | Homeward Bound: The Incredible Journey                   | Laura Burnford-Seaver |              |
| 1995 | Houseguest                                               | Emily Young           |              |
| 1996 | Homeward Bound II: Lost in San Francisco                 | Laura Seaver          |              |
| 1998 | The Rose Sisters                                         |                       |              |
| 1999 | Rockin' Good Times                                       | Samantha              | Cortometraje |
| 2000 | The Hiding Place                                         | Holly                 |              |
| 2000 | Shriek If You Know What I Did Last Friday the Thirteenth | Señora Peacock        |              |
| 2001 | Zoe                                                      | Señora Callahan       |              |

### Televisión
| Año     | Título                   | Rol              | Notas                                       |
| ------- | ------------------------ | ---------------- | ------------------------------------------- |
| 1985    | Miami Vice               | Brenda           | Episodio: "Nobody Lives Forever"            |
| 1988    | Tales from the Darkside  | Claire           | Episodio: "Going Native"                    |
| 1989    | Wiseguy                  | Kay Gallagher    | 4 episodios                                 |
| 1990    | Monsters                 | Sarah / Mandy    | Episodio: "The Bargain"                     |
| 1991    | Payoff                   | Justine Bates    | Telefilme                                   |
| 1992    | Duplicates               | Marion Boxletter | Telefilme                                   |
| 1994    | Roswell                  | Vy Marcel        | Telefilme                                   |
| 1994-95 | Chicago Hope             | Laurie Geiger    | 7 episodios                                 |
| 1996    | Last Exit to Eden        | Eve              | Telefilme                                   |
| 1999    | H-E Double Hockey Sticks | Marie Antoinette | Telefilme                                   |
| 2000    | Touched by an Angel      | Shawn Sullivan   | Episodio: "With God as My Witness"          |
| 2000    | Diagnosis: Murder        | Lou Tyler, P.I.  | Episodio: "The Unluckiest Bachelor in L.A." |
| 2000    | The X-Files              | Lisa Underwood   | Episodio: "Invocation"                      |
| 2001    | Judging Amy              | Michelle Crouse  | Episodio: "The Last Word"                   |